# Bernard Miller
Bernard Zygmunt Miller (ur. 1 maja 1886 w Krakowie, zm. 24 stycznia 1945 tamże) – polski piłkarz i trener oraz major piechoty Wojska Polskiego i inspektor Straży Granicznej.

## Życiorys
W czasie I wojny światowej walczył w szeregach 33 pułku piechoty Obrony Krajowej. 4 sierpnia 1914 roku został mianowany chorążym rezerwy.
23 października 1920 roku został zatwierdzony z dniem 1 kwietnia 1920 roku, jako oficer byłej 5 Dywizji Strzelców Polskich, w stopniu kapitana, w piechocie, w grupie oficerów byłej armii austro-węgierskiej. Pełnił wówczas służbę w Syberyjskiej Brygadzie Piechoty.
1 czerwca 1921 roku pełnił służbę w 2 pułku syberyjskim, późniejszym 83 pułku piechoty. 3 maja 1922 roku został zweryfikowany w stopniu majora ze starszeństwem z dniem 1 czerwca 1919 roku i 442. lokatą w korpusie oficerów piechoty. 22 lipca 1922 roku został zatwierdzony na stanowisku dowódcy batalionu w 83 pułku piechoty w Kobryniu. W latach 1923–1924 dowodził III batalionem 83 pułku piechoty. W latach 1925–1927 dowodził III batalionem 20 pułku piechoty w Krakowie.
31 października 1927 roku został przeniesiony do Korpusu Ochrony Pogranicza na stanowisko dowódcy 2 batalionu granicznego. 14 lutego 1929 roku został zwolniony z zajmowanego stanowiska i pozostawiony bez przynależności służbowej z równoczesnym oddaniem do dyspozycji dowódcy Okręgu Korpusu Nr II. Z dniem 30 listopada 1929 roku został przeniesiony w stan spoczynku. W 1934 roku pozostawał w ewidencji Powiatowej Komendy Uzupełnień Częstochowa. Posiadał przydział do Oficerskiej Kadry Okręgowej Nr V. Pełnił wówczas służę w Straży Granicznej.

### Kariera sportowa
Swoją przygodę z piłką rozpoczął w Cracovii, której był także działaczem. W 1911 roku przeniósł się do Łodzi, gdzie zasilił szeregi ŁKS-u. Występował na pozycji lewego łącznika. Prócz gry w klubie, był także opiekunem (pierwszym trenerem) łódzkich piłkarzy.

## Ordery i odznaczenia
- Krzyż Walecznych
- Złoty Krzyż Zasługi (19 marca 1935)[15]
- Medal Niepodległości (7 lipca 1931)[16]
- Medal Międzysojuszniczy „Médaille Interalliée”